# ウェルカム・トゥ・スカイ・バレー
『ウェルカム・トゥ・スカイ・バレー』(Welcome to Sky Valley)は、1994年6月28日に発売された、アメリカのストーナーロックバンド、カイアスの3枚目のアルバムである。ウェルカム・トゥ・スカイ・バレーは1993年に録音されたが、当時バンドが所属していたレーベルが倒産したため、1994年にまで発売は延期された。

## 収録曲

### 第一楽章
1. ガーデニア - Gardenia - 6:54
2. アスタロイド - Asteroid - 4:49
3. スパ・スクーパ・アンド・マイティ・スクープ - Supa Scoopa and Mighty Scoop - 6:04

### 第二楽章
1. 100° - 100° - 2:29
2. スペース・カデット - Space Cade - 7:02
3. デーモン・クリーナー - Demon Cleaner  - 5:19

### 第三楽章
1. オデッセイ - Odyssey - 4:19
2. コナン・トラウトマン - Conan Troutman - 2:12
3. N.O - N.O. - 3:47
4. ホワイト・ウォーター - White Water - 9:00
5. リック・ドゥー - Lick Doo - 0:57